# Evangéliumi Kiadó
Az Evangéliumi Kiadó egy magyar vallási könyvkiadó társaság, amely az 1950-es évektől jelentet meg „fundamentalista jellegű keresztény” hitbuzgalmi könyveket.

## Története
Egy „keresztyén, fundamentalista” könyvkiadó alapításának terve egy 1956-ban Tahiban tartott evangéliumi konferencián merült fel Vohmann Péter gépészmérnök és Kovács Árpád nevű barátja beszélgetésén. Már a következő évben, 1957-ben erre sor is került, először illegális formában. Kovács Árpád disszidált, és a műveket a hozzá csempészett kéziratok segítségével Németországban adták ki, majd majd csempészték vissza Magyarországra. (Csehszlovákiába, Ukrajnába, Jugoszláviába, és Romániába is juttattak el könyveket.) Az akkori vallásellenes légkörben Vohmann több zaklatást szenvedett tevékenysége miatt a rendőrségtől, munkahelyéről kétszer is elbocsátották. Egy alkalommal maga a neves keresztény orvos, Kiss Ferenc (1889–1966) közbenjárása mentette meg komolyabb következményektől. A kiadó törvényesen csak 1989 után lett bejegyezve, és napjainkban is működik. Saját honlapja a https://evangeliumikiado.hu/ címen érhető el.

### Filozófiájuk
Vohmann szerint könyveiknek három fő jellemzőjük van: „fundamentalista módon szeretnénk Jézus Krisztust képviselni, keményen kreacionisták vagyunk, és abszolút a zsidóság pártján állunk.” Mint a honlapon írják: „Igyekszünk a társadalom minden rétege és korosztálya számára alkalmas, hasznos, bibliahű, üdvösséget munkáló könyveket megjelentetni.”

### Könyvek, füzetek
A kiadványok nagy részét keresztény szellemiségű, saját meghatározásuk szerint „hitébresztő” és „hitmélyítő” könyvek, füzetek teszik ki. Az illegálisan megjelent művek közül több a szocializmus idején nagy sikert aratott. Ilyen volt Vohmann emléke szerint Isobel Kuhn: Akik engem keresnek, illetve Studd Károly kínai misszionárius története. Jóval később jelent meg, de ugyancsak népszerű volt a Joni című, balesetet szenvedett nő történetét elmesélő kiadvány (legalább 200.000 példányban kelt el.)
Az Evangéliumi Kiadó néhány kiadványt más keresztény (protestáns és katolikus) kiadókkal közösen jelentetett meg. Évente általában – nemritkán külföldi támogatással – 20-25 kiadványuk jelenik meg.
Kapható kiadványaik listája: https://evangeliumikiado.hu/konyvek/
Kiadványtípusok:
- Biblia-magyarázatok (pl. Heinrich Langenberg: Apostolok cselekedetei. Az őskeresztyén gyülekezet alapvető jelentősége és Pál apostol kiformálódása)[7]
- bibliai segédkönyvek (pl. Bibliai nevek és fogalmak)[8]
- prédikációs kötetek (pl. Az éter hullámain át... Lant Emil rádióbeszédei)[9]
- klasszikus keresztény írók művei (pl. John Bunyan: A Szent Háború)[10]
- misszionáriusok életrajzai (pl. John Paton: Misszionárius a csendes-óceáni kannibálok között. Önéletrajz)[11]
- keresztény elmélkedési könyvek (pl. Jan Rouw: Kórház – köszönöm neked!)[12]
- teológiai jellegű művek (pl. John Lennox – David Gooding: A keresztyénség meghatározása)[13]
- keresztény szemléletű ifjúsági művek (pl. Heidi Ulrich: Nyomok az ezüstös nyírfák völgyében)[14]
- keresztény szemléletű párkapcsolati tanácsadók (pl. Peter Mayer: Isten rendje = Isten áldásának forrása. Tisztaság – szerelem – házasság)[15]
- kérdéssorok keresztény szemléletű feleletekkel (pl. John H. Alexander: Fiatalok kérdeznek)[16]
- egy-egy témakör keresztény szemléletű részletes feldolgozása (pl. U. Bäumer: Csak a lelkedet akarjuk! A rockzene világa és az okkultizmus: adalékok – tények – a háttér)[17]
- tudomány és vallás kapcsolatának vizsgálata (pl. John C. Lennox: A tudomány valóban eltemette Istent?)[18]

### Folyóirat
A kiadó 1963 óta Vetés és aratás címen egy 32 nyomtatott oldalból álló keresztény folyóiratot is megjelentett negyedévenként. Ennek 1963 és 2011 között körülbelül 75.000 példánya kelt el. A folyóirat a kiadótól ingyenesen kérhető.